# Sophia de Mello Breyner Andresen
Sophia de Mello Breyner Andresen (Oporto, 6 de noviembre de 1919 - Lisboa, 2 de julio de 2004) fue una de las poetisas portuguesas más importantes del siglo XX. Distinguida con el Prémio Camões en 1999, fue la primera mujer portuguesa en recibir el más importante galardón de la literatura en lengua lusa. En 2003 obtuvo también el Premio Reina Sofía de Poesía Iberoamericana.

## Biografía
Su familia paterna era de origen danés. Su bisabuelo Jan Henrik Andresen se estableció en Porto en el siglo XIX. Su abuelo, João Henrique Andresen, adquirió en 1895 la Quinta de Campo Alegre, hoy Jardín Botánico de la Universidad de Oporto. La autora, criada en el seno de una familia tradicional de la oligarquía portuense, pasó su infancia en esa finca, que ella misma recordará como um território fabuloso com uma grande e rica família servida por uma criadagem numerosa. Los recuerdos de los veraneos pasados en la playa de La Granja y de las Navidades celebradas de acuerdo con las tradiciones nórdicas se reflejarán más tarde en su obra poética.
A los tres años descubrió la poesía, cuando una criada le enseñó a recitar el poema A Nau Catrineta, que aprendió de memoria, al igual que luego otros poemas. Antes de saber leer, su abuelo ya le había enseñado a recitar poemas de Camões y de Antero de Quental. Desde los doce años y durante toda su adolescencia y primera juventud escribió versos de manera compulsiva.
De 1936 a 1939 estudió filología clásica en la Universidad de Lisboa, pero no llegó a terminar la carrera, aunque se familiarizó con la civilización griega, lo que daría lugar a los motivos helenísticos que aparecen frecuentemente en su obra. Durante sus años en la Facultad de Letras fue dirigente de movimientos católicos universitarios y colaboró con la revista Cadernos de Poesía, donde trabó amistad con autores influyentes y reconocidos, como Rui Cinatti y Jorge de Sena.
En 1939 regresó a Oporto, donde vivió hasta casarse. En 1944 publicó su primer libro, Poesía, en una edición de trescientos ejemplares, pagada por su padre. En este libro, publicado el año en que su autora cumplía veinticinco años, pero en el que se recogen algunos poemas escritos cuando sólo tenía catorce, se advierte un intenso entusiasmo vital juvenil, que coexiste, sin embargo, con un lado nocturno y decepcionado; rasgos que aparecerán también en su obra posterior.
En 1946 contrajo matrimonio con el periodista, político y abogado Francisco Sousa Tavares, y se estableció definitivamente en Lisboa. Tuvo cinco hijos: una misionera laica, una profesora universitaria de Letras, un abogado y periodista de renombre (Miguel Sousa Tavares), un pintor y ceramista y, por último, una terapeuta ocupacional que heredó el nombre de la madre. La atención a sus hijos la motivó a escribir cuentos infantiles. También es tía de la arquitecta paisajista Teresa Andresen.
A partir de su matrimonio, la obra de Sophia de Mello adquirió un cariz más comprometido y atento a las realidades sociales de su tiempo, desde una cosmovisión humanista cristiana; compromiso que se aprecia especialmente en poemarios como Livro Sexto (1962) y Dual (1967). La propia autora reconocería la influencia política de su marido en la dedicatoria del libro Contos Exemplares (1967), dirigida para o Francisco que me ensinou a coragem e a alegria do combate desigual. De este modo Sophia de Mello acabó por convertirse en una figura representativa de la oposición a la dictadura salazarista, que fue evolucionando desde una posición política liberal y desde su temprano apoyo al movimiento monárquico. Se hizo célebre en este ámbito su "cantata de paz" Vemos, ouvimos, lemos. Não podemos ignorar!. En la palestra del compromiso cívico y la lucha por las libertades, Sophia de Mello fue cofundadora de la Comisión Nacional de Ayuda a los Presos Políticos y Presidenta de la Asamblea General de la Asociación Portuguesa de Escritores.
Tras la Revolución de los Claveles, fue elegida en 1975 Diputada a la Asamblea Constituyente por la circunscripción de Oporto en la lista del Partido Socialista, mientras su marido se inclinaba por el Partido Social Demócrata.

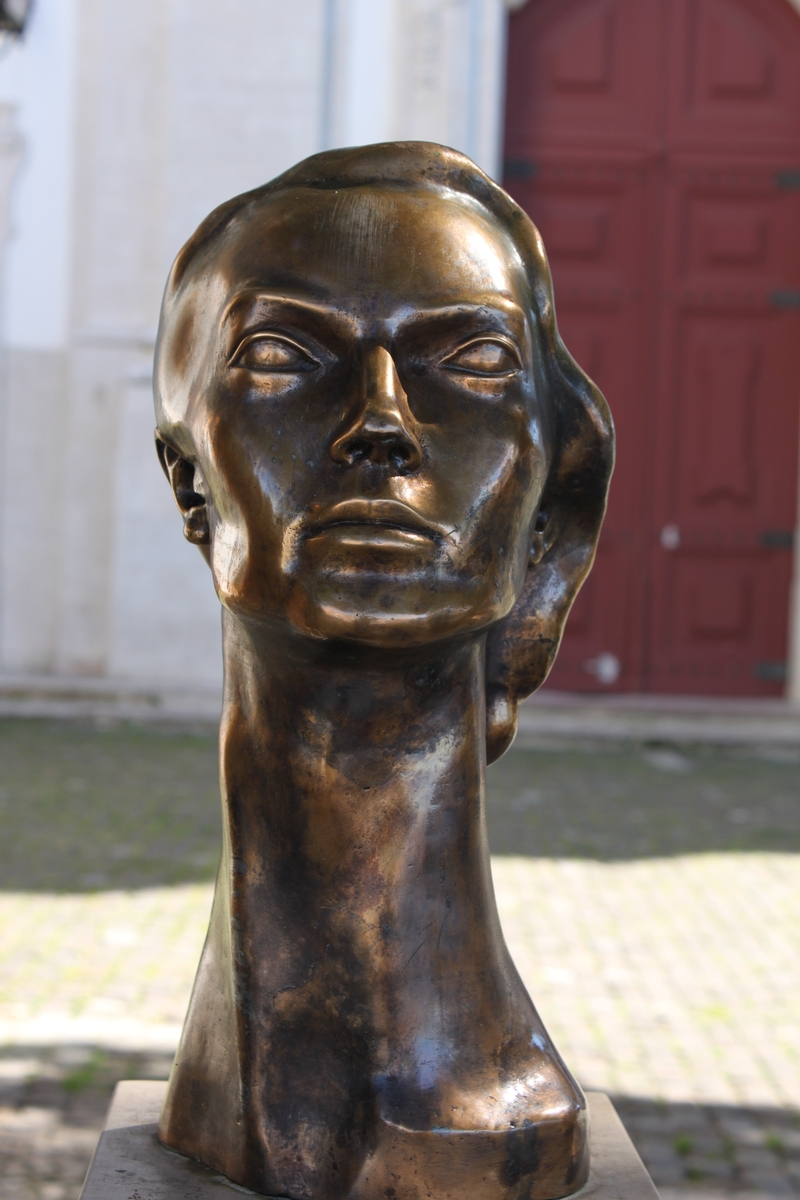
Escultura de Sophia de Mello Breyner Andresen en el Miradouro de Graça de Lisboa

Sophia de Mello Breyner Andresen murió a los 84 años, el 2 de julio de 2004 en el Hospital da Cruz Vermelha de Lisboa. Desde 2005, algunos de sus poemas más ligados al mar figuran colocados en las zonas de descanso del Oceanário de Lisboa, para que los visitantes puedan leerlos con el mar de fondo. Del mismo modo, junto a la Iglesia de Nuestra Señora de Gracia, desde la que se divisa una bella perspectiva de la ciudad, una lápida recoge su poema Lisboa. La plaza da Graça ha pasado a tener el nombre de plaza Sophia de Mello Breyner Andresen.

## Obras

### Caracteres generales
Sophia de Mello Breyner Andresen escribió quince libros de poesía, publicados entre 1944 y 1997. Su obra poética se caracteriza por la sobriedad expresiva, compatible con la intensidad de los sentimientos; se trata de "una poesía contenida, de raigambre clásica y a la vez oriental, elíptica, que calla más que dice y sugiere más que afirma". La propia autora recordaba su descubrimiento de que "en un poema es preciso que cada palabra sea necesaria. Las palabras no pueden ser decorativas, no pueden servir sólo para ganar tiempo hasta el final del endecasílabo, las palabras tienen que estar ahí porque son absolutamente indispensables."
El lenguaje de su poesía tiene un estilo característico, cuyo rasgos más destacados son el valor intrínseco de la palabra, la expresión rigurosa, la riqueza de símbolos y alegorías, las sinestesias y el ritmo evocador de una dimensión ritual. Entre sus temas recurrentes figuran el mar y la naturaleza, la noche, la infancia, los valores de la antigüedad clásica y de la mediterraneidad, la búsqueda de la justicia, la armonía y el equilibrio y la añoranza de un tiempo absoluto y eterno, arquetípico y primordial, una especie de Edad de Oro anterior al "tiempo dividido" en que vivimos, el tiempo de la soledad y la mentira.
Sophia de Mello Breyner Andresen fue también autora de cuentos, obras de teatro, artículos y ensayos; destacando especialmente en el campo de la narrativa infantil. Lugar aparte merece su importante labor como traductora, en la que vertió al portugués obras de Eurípides (Medea), Dante (el Purgatorio de la Divina Comedia), Shakespeare (Hamlet y Mucho ruido y pocas nueces), Paul Claudel y Leif Kristianson. También tradujo al francés la obra de poetas portugueses.

### Poesía
- Poesia (1944)
- O Dia do Mar (1947)
- Coral (1950)
- No Tempo Dividido (1954)
- Mar Novo (1958)
- O Cristo Cigano (1961)
- Livro Sexto (1962)
- Geografía (1967)
- 11 Poemas (1971)
- Dual (1972)
- O Nome das Coisas (1977)
- Navegações(1977)
- Ilhas (1989)
- Musa (1994)
- O Búzio de Cós e outros poemas (1997)

Aparte de diversas antologías, todos estos libros fueron reunidos en los tres volúmenes de su Obra Poética (Ed. Caminho, Lisboa, 1990-2003); pero posteriormente se decidió no reeditar esta publicación conjunta y volver a la edición autónoma de cada poemario.

### Cuentos
- Contos exemplares (1962)
- Histórias da Terra e do Mar (1984)

### Teatro
- O Bojador (1961)
- O Colar (2001)

### Ensayo
- O nu na antiguidade classica (1975)

### Narrativa infantil
- A menina do mar (1958)
- A fada Oriana (1958)
- A noite de Natal (1959)
- O cavaleiro da Dinamarca (1964)
- O rapaz de bronze (1965)
- A Floresta (1968)
- A Árvore (1985)

### Obra traducida al español
- Poemas (Antología, traducción de Nidia Hernández, Angria Ediciones, Caracas ,1998)
- Antología griega (Ediciones Miguel Gómez, 1999)
- Antología poética (Huerga y Fierro, 2000)
- En la desnudez de la luz (Antología, Ed. Universidad de Salamanca, 2003)
- Nocturno mediodía (Antología, traducción de Ángel Campos Pámpano, Galaxia Gutenberg-Círculo de Lectotres, 2005)
- Tiempo terrestre (Antología, selección y traducción de Paula Abramo, Fondo de Cultura Económica, Bogotá, 2018)
- Lo digo para ver (Antología, traducción de Ángel Campos Pámpano, Galaxia Gutenberg, 2019)

## Premios
De Mello obtuvo numerosos galardones a lo largo de su carrera. Entre ellos se encuentra el Premio Camões, la más alta distinción en el mundo de la literatura en lengua portuguesa, que le fue concedido en 1999. Dos años después, fue condecorada con el premio de poesía Max Jacob. En 2003 recibió de parte de la Universidad de Salamanca el Premio Reina Sofía de Poesía Iberoamericana. También consiguió el premio Pessoa y el Vida Literaria, que le otorgó de manera unámine la Asociación Portuguesa de Escritores (APE).